# لوسيانو فيغيروا
لوتشيانو غابرييل فيغويروا هيريرا الشهير باسم لوتشيانو فيغويروا (مواليد 19 مايو 1981 في سانتا في - الأرجنتين) (بالإسبانية: Luciano Gabriel Figueroa Herrera)‏ لاعب كرة قدم أرجنتيني يلعب حاليا لصالح نادي الدرجة الأولى جنوى الإيطالي منذ 2006 في مركز المهاجم .

## مسيرته الكروية
لعب لوسيانو فيغيروا خلال مسيرته الاحترافية مع 10 أندية في عشرون موسمًا وسجل خلالها 121 هدف ضمن 270 مباراة. حيث فاز في موسم واحد بالكأس وفي أربعة مواسم بالدوري.
خاض لوسيانو فيغيروا مسيرته مع نادي روزاريو سنترال في موسم 2001–02 في المرة الأولى ولمدة موسمين ثم في موسم 2009–10 ولمدة موسمين، مشاركًا طوالها في 93 مباراة سجل خلالها 47 هدفًا. ثم انتقل إلى نادي كروز آزول في موسم 2003–04 ولمدة موسمين، حيث شارك في 27 مباراة سجل خلالها 14 هدفًا. لينتقل بعدها إلى نادي فياريال في موسم 2004–05 ولمدة موسمين، مشاركًا في 24 مباراة سجل خلالها 6 أهداف. ثم انتقل إلى نادي ريفر بليت في موسم 2005–06 لمدة موسم واحد، مشاركًا في 7 مباريات سجل خلالها 3 أهداف. هذا وانتقل لاحقًا إلى نادي جنوى في موسم 2006–07 واستمر معه طيلة ثلاثة مواسم، مشاركًا في 23 مباراة سجل خلالها 3 أهداف أيضًا. ثم انتقل بعدها إلى نادي بوكا جونيورز في موسم 2008–09 لمدة موسم واحد، مشاركًا في 17 مباراة سجل خلالها 7 أهداف. ليعود وينتقل من جديد، لكن هذه المرة إلى نادي إيميلك ما بين عامي 2012 و2013 لمدة موسم واحد، مشاركًا في 23 مباراة سجل خلالها 10 أهداف. لينتقل بعدها إلى نادي باناثينايكوس في موسم 2012–13 ولمدة موسمين، مشاركًا في 15 مباراة سجل خلالها 6 أهداف. ثم لعب في نادي جوهر دار التعظيم في موسم 2014 واستمر معه طيلة ثلاثة مواسم، مشاركًا في 40 مباراة سجل خلالها 25 هدفًا.

## روابط خارجية
- لوسيانو فيغيروا على موقع الاتحاد الدولي (مؤرشف)  (الإنجليزية)
- لوسيانو فيغيروا على موقع قاعدة بيانات كرة القدم.إي يو (الإنجليزية)
- لوسيانو فيغيروا على موقع ناشيونال فوتبول تيمز (الإنجليزية)
- لوسيانو فيغيروا على موقع Soccerbase.com (لاعب) (الإنجليزية)
- لوسيانو فيغيروا على موقع Soccerway.com (الإنجليزية)
- لوسيانو فيغيروا على موقع عالم كرة القدم.نت (الإنجليزية)
- لوسيانو فيغيروا على موقع كووورة
- لوسيانو فيغيروا على موقع أوليمبيديا (الإنجليزية)